# Lud (gazeta)
Lud – gazeta wydawana w mieście Kurytyba w Brazylii. Założona w 1920 roku, istniała do 1999. Skierowana była do polskiej społeczności w Brazylii, Argentynie i Stanach Zjednoczonych Ameryki.